# Villiers-le-Sec, Val-d'Oise
Villiers-le-Sec är en kommun i departementet Val-d'Oise i regionen Île-de-France i norra Frankrike. Kommunen ligger i kantonen Luzarches som tillhör arrondissementet Sarcelles. År 2022 hade Villiers-le-Sec 198 invånare.

## Befolkningsutveckling
Antalet invånare i kommunen Villiers-le-Sec
| Referens: INSEE |